# 耀中社區書院
耀中社區書院，簡稱耀中社院，是一所耀中教育機構旗下開辦副學位課程的院校，成立於2008年。該校位於香港九龍尖沙咀柯士甸道。該校開辦了高級文憑課程，而這些課程皆獲得香港學術及職業資歷評審局審批及認可。。書院於2018年升格為耀中幼教學院，成為香港以及亞洲首間以幼兒教育為重點的本科學院。

## 課程
- 大學基礎教育文憑（資歷級別：3）
- 幼兒教育高級文憑（資歷級別：4）

## 校舍
- 香港九龍尖沙咀柯士甸道83號柯士甸廣場2樓

## 外部連結
- 耀中社區書院官方網站